# Боливия на зимних Олимпийских играх 2022
Боливия принимала участие в зимних Олимпийских играх 2022 года в Пекине, Китай, с 4 по 20 февраля 2022 года. 
Сборная Боливии состояла из двух мужчин, выступавших в двух видах спорта. Симон Брайтфус Каммерландер был знаменосцем страны на церемонии открытия. Тем временем доброволец нёс флаг во время церемонии закрытия.

## Участники
| Спорт        | Мужчины | Женищины | Всего |
| ------------ | ------- | -------- | ----- |
| Горные лыжи  | 1       | 0        | 1     |
| Лыжные гонки | 1       | 0        | 1     |
| Total        | 2       | 0        | 2     |

## Горные лыжи
Выполнив основные квалификационные стандарты, Боливия квалифицировала одного горнолыжника мужского пола.
| Симон Брайтфус Каммерландер | Мужской скоростной спуск | н/д | 1:48.26 | 34 |
| Симон Брайтфус Каммерландер | Мужской супергигант      | н/д | НФ      | НФ |

## Лыжные гонки
Выполнив основные квалификационные стандарты, Боливия квалифицировала одного лыжника-мужчину.
| Спортсмен           | Событие                             | Финал   | Финал      | Финал |
| Спортсмен           | Событие                             | Время   | Отставание | Место |
| ------------------- | ----------------------------------- | ------- | ---------- | ----- |
| Тимо Юхани Грёнлунд | 15 км классическим стилем (мужчины) | 49:27.0 | +11:32.2   | 89    |